# День Покаяния
День Покаяния (англ. Repentance Day) — государственный праздник в Папуа — Новой Гвинее, отмечается 26 августа. Он отмечается «молитвенными церемониями» по всей стране. 
Праздник был учреждён 15 августа 2011 года премьер-министром Питером О’Нилом, пришедшим к власти менее чем за две недели до этого. Объявление было сделано всего за одиннадцать дней до первого Дня Покаяния. Он был объявлен государственным праздником по просьбе «группы церквей», которые первоначально обратились с этой просьбой к предшественнику О’Нила Сэму Абалу, прежде чем последний был отстранён от должности в результате вотума недоверия. 
Правительство не предоставило практически никаких объяснений цели этого дня, что, как сообщается, вызвало некоторую путаницу среди жителей Папуа — Новой Гвинеи по мере наступления 26 августа. Пастор Джек Эдвард из евангелизационной службы «Шема» был назначен координатором Дня Покаяния и сказал, что цель состоит в том, чтобы люди «собирались вместе, молились и просили Господа простить нас за те ошибки, которые происходят в нашей стране». Он был задуман как день христианской молитвы в преимущественно христианской стране. Имам Микаил Абдул Азиз, которого Австралийская радиовещательная корпорация называет «духовным лидером» «4000 практикующих мусульман» Папуа — Новой Гвинеи, заявил, что он не против этой идеи, но она может послать «неправильный сигнал», поскольку раскаяние должно происходить каждый раз после совершения греха, а не раз в год. Поскольку этот день мало рекламировался, многие предприятия изначально не были уверены, является ли он на самом деле государственным праздником, и им пришлось предоставить своим сотрудникам выходной или выплатить им двойную зарплату. Торговая палата Порт-Морсби получила копию правительственной газеты, чтобы убедить своих членов, что это действительно государственный праздник.
26 августа 2011 года в церквях по всей стране прошли молитвенные церемонии. В столице Порт-Морсби на церемонии в мемориальной церкви преподобного Сиони Ками присутствовали «представители 20 провинций», а также различные «национальные лидеры» и «лидеры церкви» для «особых молитв и чтений Библии» и «благодарственных молитв». Участники просили Бога вести нацию. Газета The National сообщила, что приходской священник в Бороко заявил, что религиозные ценности «неотъемлемы от нашей идентичности и нашей культуры», а посещение церкви людьми в такой государственный праздник демонстрирует разницу между идентичностью Папуа — Новой Гвинеи и идентичностью многих других стран. На острове Карангет в Маданге этот день отмечался тем, что дети возлагали национальный флаг на церковный алтарь, символизируя «передачу нации Богу». 